# Templo de Cebú
El Templo de Cebú, Filipinas, es uno de los templos construidos y operados por la Iglesia de Jesucristo de los Santos de los Últimos Días, el número 132 construido por la Iglesia y el segundo en Filipinas, ubicado en el barrio Barangay Lahug de la ciudad de Cebú. El templo en Cebú es el quinto de seis templos SUD construidos en Asia.

## Anuncio
El 18 de abril de 2006, la Primera Presidencia anunció los planes para la construcción de un segundo templo en las Filipinas. El anuncio fue realizado mediante una carta a los líderes del sacerdocio de las Filipinas. El primer templo construido en las islas, el Templo de Manila, se había terminado en 1984. 
En las Filipinas reside más de medio millón de miembros de la Iglesia Mormona, que están organizados en 80 «estacas». En la carta, se animó a los miembros a contribuir lo que pudieran económicamente para la construcción del nuevo templo.

## Construcción
En noviembre de 2007, se llevó a cabo la primera palada en el terreno para el Templo de Cebú Filipinas, con la presencia del apóstol Dallin H. Oaks. Más de 400 miembros de la Iglesia e invitados asistieron a la ceremonia de la primera palada, que incluía una oración dedicatoria.
La estatua bañada de oro del profeta mormón Moroni fue colocada encima del templo de Cebú el 5 de noviembre de 2009. El 15 de octubre de 2013, el terremoto de Bohol de 2013 sacudió el Templo de la ciudad de Cebú, haciendo que la estatua de Moroni pasara de estar encarada hacia el este a estar encarada hacia el sur. El 22 de enero de 2014 la estatua fue reposicionada para que volviera a estar encarada hacia el este.
El templo SUD en la ciudad de Cebú fue dedicado para sus actividades eclesiásticas en cuatro sesiones, el 13 de junio de 2010, por Thomas S. Monson, el entonces presidente de la iglesia SUD. Con anterioridad a la dedicación, la Iglesia permitió un recorrido público del interior y las instalaciones del templo entre el 23 de abril y el 15 de mayo del mismo año, al que asistieron unos 40 mil visitantes, entre ellos la gobernadora de Arizona Jan Brewer.
Desde su dedicación en junio de 2010, el templo en el valle del Gila permanece abierto sólo para miembros bautizados de la iglesia SUD y quienes han demostrado a sus líderes que son fieles en su fe, pero las capillas de la iglesia están abiertas los domingos para cualquier visitante sean cuales sean su fe y su nivel de compromiso con la religión.

## Historia
La obra misional en las Filipinas empezó en 1898. Las primeras dos misiones estuvieron en las ciudades de Manila y Cebú. Los primeros dos misioneros mormones pertenecían a la armada militar de los Estados Unidos y habían sido apartados para hacer obra misional antes de salir hacia las Filipinas. Al inicio, la obra misional era muy lenta; sin embargo, fue incrementándose drásticamente después de la Segunda Guerra Mundial. 
En 1961, la Iglesia fue reconocida oficialmente por las Filipinas. Cuando se construyó el Templo de Manila, había 76 000 miembros en las Filipinas. Este número se ha ido incrementando hasta alcanzar los más de 520 000 miembros en 1 000 congregaciones.